# ヘルムート・レクナゲル
ヘルムート・レクナゲル（Helmut Recknagel、1937年3月20日 - ）はドイツ、テューリンゲン州Steinbach-Hallenberg出身の元スキージャンプ選手。1950年代後半から1960年代前半にかけて東ドイツ代表として活躍した。また、空中で腕を前方に投げ出す独特のフォームでも知られた。

## プロフィール
1957年3月3日、20歳の誕生日を目前にしたレクナゲルはホルメンコーレンスキー大会で国際大会初優勝。伝統あるこの大会で北欧以外の選手として初めての優勝であった。
翌1957/58シーズン、ジャンプ週間で総合優勝を果たすと、続くノルディックスキー世界選手権（フィンランド、ラハティ）の90m級で銅メダルを獲得。世界トップクラスのスキージャンプ選手となった。
1958/59シーズンはジャンプ週間総合2連覇を達成。
満を持して出場した1960年のスコーバレーオリンピックで北欧以外の選手として史上初めて金メダルを獲得した。
同年、ホルメンコーレンスキー大会で2度目の優勝を果たしてドイツ人として初めてホルメンコーレン・メダルを授与された。
1960/61シーズンのジャンプ週間で史上初となる3度目の総合優勝。
1962年の世界選手権（ポーランド、ザコパネ）では90m級金メダル、70m級銅メダルの2つのメダルを獲得した。これにより同年の東ドイツスポーツマンオブザイヤーに選ばれた。
1964年のインスブルックオリンピックで70m級6位、90m級7位の成績を残した。
同年3月、シーズンを終えた時点では現役を続行するつもりだったが、ハンス・ラナーコーチと協議した上で5月に現役引退を決意した。
現役引退後は獣医学を専攻し、1973年に卒業した。1970年から1990年まで東ドイツのオリンピック委員会メンバーを務めた。
また1990年代には国際審判員を務めた。1996年にベルリンのプレンツラウアー・ベルク地区でSanitätshausを開設した。
1962年に結婚、娘が一人いる。
2007年春、レクナゲルの70歳の誕生日に自伝が発刊された。
また、この年は1957年にホルメンコーレンスキー大会で初優勝してから50年の節目でもある。